# Dawid V
Dawid V (zm. 1155; panował 1154–1155) - król Gruzji, z dynastii Bagrationow. 
Był najstarszym synem Dymitra I. Bojąc się, że ojciec uczyni swym następcą, młodszego syna Jerzego, zawiązał spisek w 1130, który jednak odkryto i udaremniono jego zamiary. Ostatecznie, zmusił ojca do abdykacji, ogłaszając się królem w 1154 roku. Jednakże, nieoczekiwana śmierć położyła kres jego krótkiemu panowaniu, sześć miesięcy później w 1155. Przeżył go jego syn Demna (Dymitr), przyszły pretendent do tronu. 